# Angelos Grimanis
Angelos Grimanis (griechisch Άγγελος Γριμάνης, auch Angelos Grimanes; * 1896 in Patras; † 1979 in Athen) war ein griechischer Tänzer und Choreograph.

## Leben
Grimanis entstammt einer korfiotischen Familie, die sich in Patras niedergelassen hatte. Nach seinem Schulabschluss ging er 1923 nach Deutschland und schrieb sich zum Architekturstudium ein. Trotz des Widerstands seiner Familie brach er das Studium ab und besuchte die Tanzschule von Mary Wigman in Dresden. Anschließend besuchte er noch die Schulen von Zimmermann, Growsky (Berlin) und Bronislava Nijinska in Paris.
Sein Debüt als Tänzer hatte er in der Operette Der Zarewitsch am Deutschen Künstlertheater 1927 in Berlin. Grimanis, der sich in Deutschland am Theater Angelo de Grimani nannte, war in den Spielzeiten 1927/28 und 1928/29 als Gruppentänzer im Tanzchor an der Stuttgarter Oper und 1929/30 als Gruppentänzer an der Oper Köln engagiert. Für die Spielzeit 1930/31 ist er als Gruppentänzer am Theater in Chemnitz nachweisbar. 1933 verließ er Deutschland und war fortan am Nationaltheater in Athen als erster Tänzer und Choreograph tätig, nur zu den Olympischen Spielen in Berlin kehrte er 1936 für eine Aufführung kurz zurück nach Deutschland, wo er einen Preis bei einem dort stattfindenden internationalen Tanzfest erhielt. In seinem Heimatland wurden zahlreiche Opern, Operetten und Ballettaufführungen mit seiner Choreographie aufgeführt. Dafür arbeitete er mit den bekanntesten griechischen Regisseuren und Schauspielern seiner Zeit zusammen.
In Griechenland war er auch als Schauspieler in Filmen zu sehen und übernahm die Choreografien von Filmen. Von 1951 bis 1959 arbeitete er für das griechische Ballett und gastierte mit diesem 1957 in Wien.

## Filmografie
- 1956: Δούκισσα της Πλακεντίας (Doukissa tis Plakentias)
- 1958: Χαρούμενοι αλήτες (Fröhliche Schlingel)
- 1962: Το ατελιέ της μαντάμ Ρόζας – Άγγελοι πεζοδρομίου (Das Atelier der Madame Rosa)
- 1963: Ζητείται τίμιος (Ein ehrenhafter Mann wird gesucht)
- 1968: Βυζαντινή ραψωδία (Byzantinische Rhapsodie)
- 1972: Στον ίλιγγο της αμαρτίας (Im Schwindel der Sünde)
- 1979: Τζακ ο καβαλάρης (Jack, der Reiter)